# Kościół św. Trójcy w Bieniczkach
Kościół św. Trójcy w Bieniczkach – katolicki kościół filialny zlokalizowany we wsi Bieniczki w gminie Nowogard, w powiecie goleniowskim (województwo zachodniopomorskie). Należy do parafii Niepokalanego Poczęcia Najświętszej Maryi Panny w Wierzbięcinie.

## Historia i architektura
Kościół został wzniesiony w XIX wieku. Murowany z czerwonej cegły, jest orientowaną budowlą salową, sytuowaną na rzucie prostokąta. Od strony wschodniej posiada zamknięte pięciobocznie prezbiterium. Nakryty jest dachem dwuspadowym. Szczyty wschodni i zachodni mają formę schodkową i zdobione są blendami. W 1917 roku od strony zachodniej dobudowano wieżę, zwieńczoną hełmem. W wieży umieszczony jest ostrołukowy portal wejściowy, drzwi zdobi płaskorzeźba przedstawiająca św. Michała Archanioła. Na wieży zawieszone są dwa dzwony, z 1832 i 1857 roku.
Wnętrze kościoła nakrywa drewniany, belkowany strop, pokryty polichromią. Nad wejściem znajduje się XIX-wieczna empora z prospektem organowym (same organy zdewastowane). Zachowały się XIX-wieczne ławki i neogotycka chrzcielnica oraz wsparta na słupie ambona ze schodkami. W prezbiterium umieszczone są dwie płaskorzeźbione płyty kamienne z herbem rodziny von Dewitz.
Po II wojnie światowej kościół był początkowo użytkowany przez protestantów, później nieużytkowany popadł w ruinę. Po odbudowie został konsekrowany jako świątynia katolicka w dniu 8 grudnia 1974 roku przez biskupa Jerzego Strobę.